# Creugas gulosus
Creugas gulosus is een spinnensoort uit de familie van de loopspinnen (Corinnidae).
De wetenschappelijke naam van de soort werd in 1878 gepubliceerd door Tord Tamerlan Teodor Thorell.

## Synoniemen
- Liocranum pallipes L. Koch, 1873
- Medmassa pusilla Simon, 1896